# Cent et une petites misères

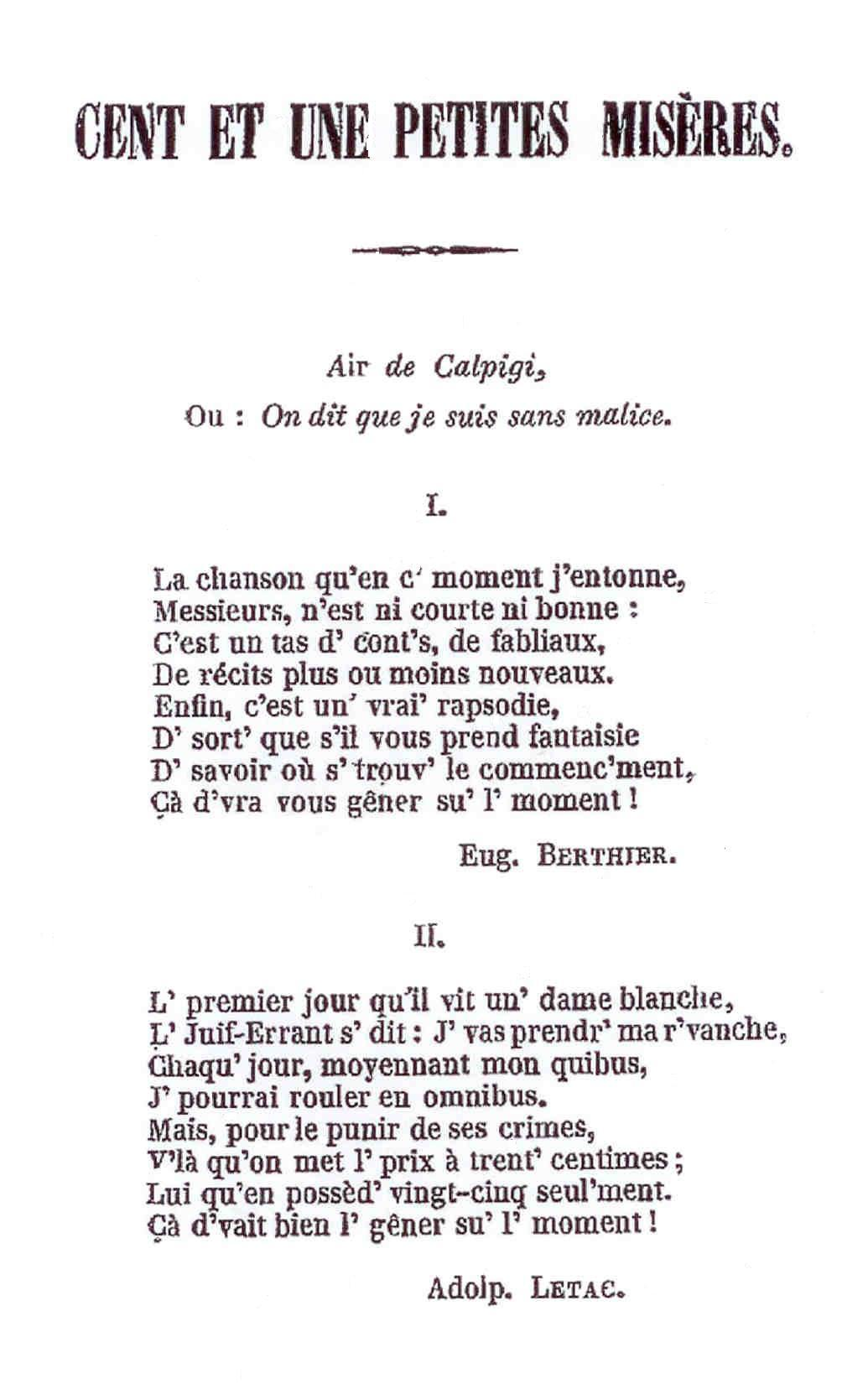
Première page de Cent et une petites misères.

Cent et une petites misères est une œuvre unique dans l'histoire de la chanson française : une chanson composée par 39 chansonniers de goguettes et comptant 101 couplets.
Elle date de 1846.
Elle reflète bien l'esprit joyeux et bon enfant des goguettiers[Interprétation personnelle ?].

## L'œuvre
En 1846, 39 fameux chansonniers de goguettes, au nombre desquels Charles Gille, Pierre Lachambeaudie, Charles Colmance, Élisa Fleury, Dalès ainé, etc., rédigent collectivement une très longue chanson comique à chanter sur l'air de Calpigi d'Antonio Salieri ou de On dit que je suis sans malice. de Pierre Gaveaux. Elle porte le nom de Cent et une petites misères, Œuvre sociale, rédigée par les meilleurs chansonniers de l'époque, Sous la Direction de MM. Charles Gille, Adolphe Letac et Eugène Berthier, Fondateurs.
Elle est composée de 101 couplets signés, finissant tous, avec de légères variations, par : « Ça d'vait bien l'gêner su'l'moment. »
Chaque couplet est une plaisanterie. Aucun ne se prend au sérieux. Le dernier se moque de la chanson elle-même.

## Auteurs

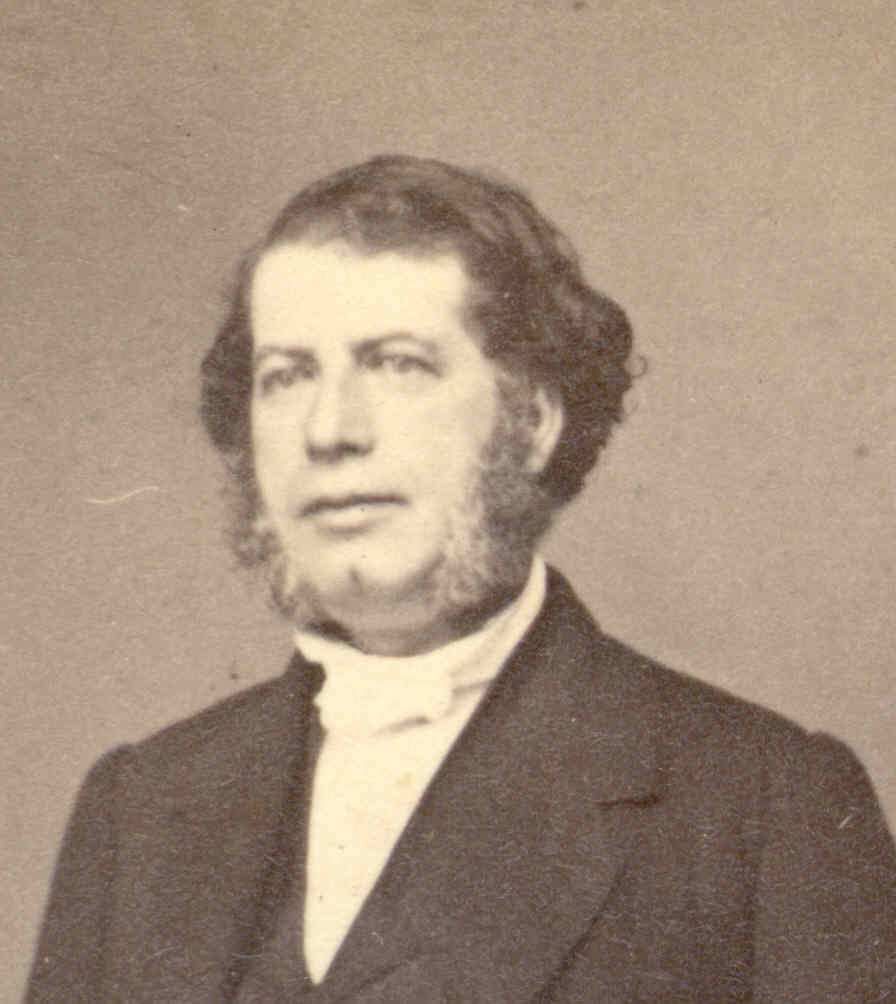
Adolphe Letac

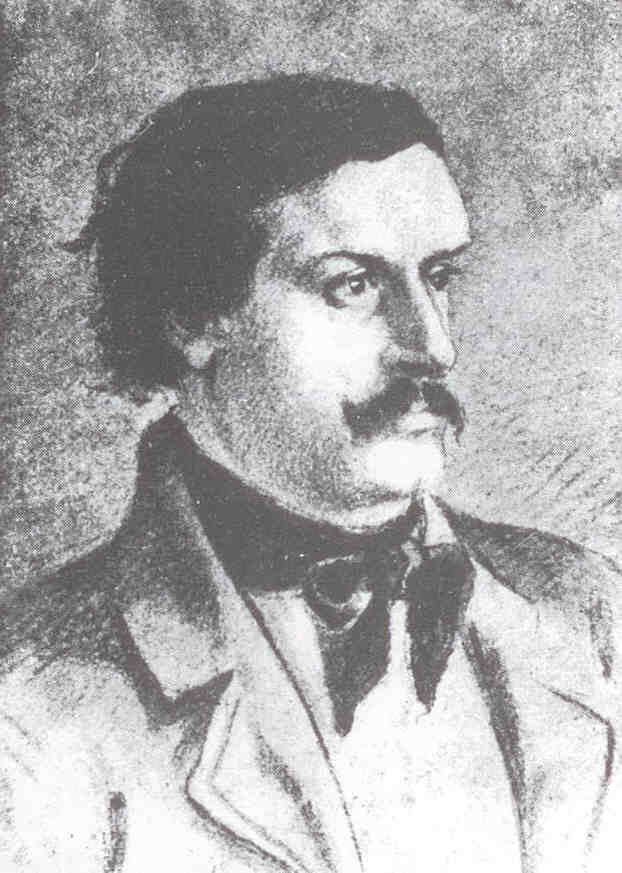
Charles Gille

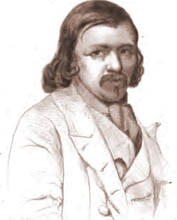
Pierre Lachambeaudie

- Eugène Berthier signe le 1er et le 101e et dernier couplet, ce qui n'est certainement pas un hasard. Il signe également les couplets 18, 44, 53 et 72[3].
- Blondel, 12.
- Boulay, 60
- Justin Cabassol, 39
- Adolphe Chapron, 35.
- Charles Colmance, 23, 58, 76, 89, 100.
- Dalès ainé, 68, 88.
- Hippolyte Demanet, 33, 61.
- Victor Dollet, 11, 28, 82.
- Elisa Fleury, 9, 21, 75.
- Edmond Gaconde[4], 10, 26, 41, 50, 80, 98.
- Gelin, 92.
- Charles Gille, 3, 24, 72, 94.
- Girard, 36.
- Émile Gruber, 38, 48.
- Eugène Guemied, 7, 22, 29, 43, 52, 78, 83, 97.
- Louis Guemied, 16.
- Auguste Jolly, 19, 45, 54, 73, 85.
- Étienne Jourdan, 90
- Pierre Lachambeaudie, 30.
- Léon Laprairie, 20, 56, 74, 91.
- Le Boullenger, 15, 57.
- Adolphe Letac, 2, 25, 40, 49, 66, 79, 95.
- Honoré Letac, 17.
- Prosper Massé, 64.
- Maurice, 37.
- Numa Mercier, 4, 55, 69, 93.
- Jules Moinaux, 8, 70.
- Charles Morisset, 31.
- Noël, 59, 71, 89.
- Parroisse, 5, 27, 42, 51, 87, 99.
- G.-C. Picard, 6, 68, 96.
- Charles Regnard 14.
- Christian Sailer, 13.
- Savary, 32, 47, 86.
- Eugène Simon, 46, 62.
- Troisvallets, 84.
- Vallet, 34, 65.
- Léopold Vavasseur, 63.

## La musique

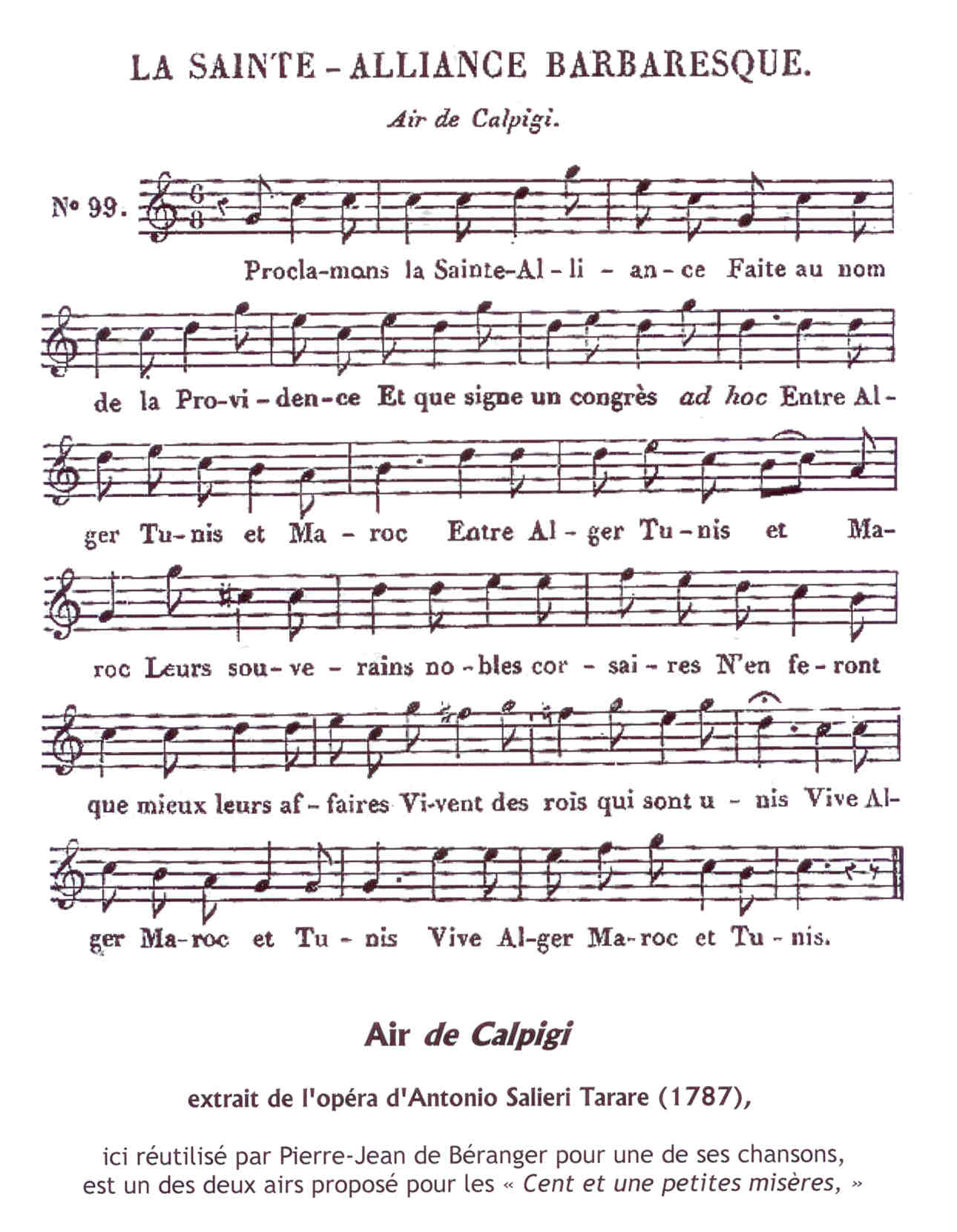
L'air de Calpigi employé par Béranger.

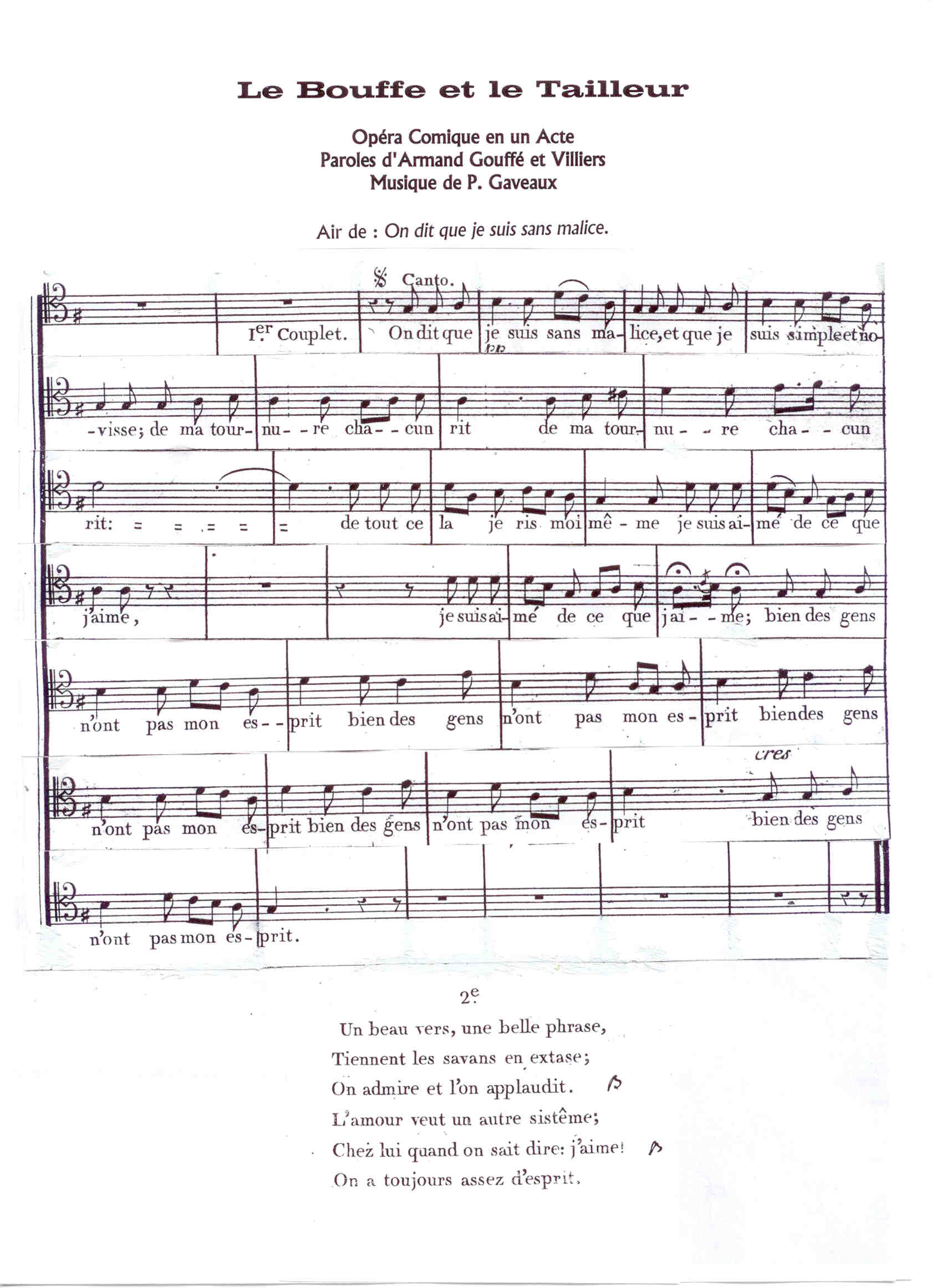
L'air de On dit que je suis sans malice.

L'air de Calpigi utilisé pour cette longue chanson figure sous la forme de son remploi par Pierre Jean de Béranger pour une autre chanson.
Parmi les airs populaires d'Antonio Salieri qui furent réutilisés pour des chansons, figure l'air de Calpigi, extrait de son opéra Tarare (1787). Il fut employé par Pierre Jean de Béranger pour trois de ses chansons : La Sainte-Alliance barbaresque, Nabuchodonosor et les Orangs-Outangs.
L'autre air, la chanson On dit que je suis sans malice, est extrait de l'Opéra Comique Le Bouffe et le Tailleur, paroles d'Armand Gouffé et Villiers, musique de Pierre Gaveaux, représenté pour la première fois sur le théâtre Montansier le 2 Messidor An XII (21 juin 1804).

## Extraits
I.
La chanson qu'en c' moment j'entonne,
Messieurs, n'est ni courte ni bonne :
C'est un tas d' cont's, de fabliaux,
De récits plus ou moins nouveaux.
Enfin, c'est un' vrai' rhapsodie,
D' sort' que s'il vous prend fantaisie
D' savoir où s'trouv' le commenc'ment,
Ça d'vra vous gêner su' l' moment ! 
Eugène Berthier
XCVIII.
Au paradis, un jour de fête,
Dans ses deux mains portant sa tête,
Arriv' saint :D'nis, ce fin matois,
Et tous l'interrog'nt à la fois.
Quand not' saint qui n' perd pas la boule,
S' dispose à répondre à la foule,
Il lui prend un éternuement :
Ça d'vait bien l' gêner su' l' moment ! 
Edmond Gaconde.
XCIX.
Au bal de sa noce, un pauvr' diable,
Saisi d'un' colique effroyable
Qui d' moment en moment s'accroît,
Court bien vite à certain endroit,
Par malheur la place était prise,
Et bientôt, hélas ! de sa crise
Résulte un fâcheux dénouement :
Ça d'vait bien l' gêner su' l' moment ! 
Parroisse
C.
Un' femm' folle, un enfant qui beugle,
Un coup d' poing qui vous rend aveugle,
Un soulier beaucoup trop étroit,
Un plongeon quand il fait bien froid,
Un cours de ventre, un' jamb' démise,
Un quart'ron d'épingl's dans sa chemise,
Un incendi' dans son vêtement,
Ça doit bien gêner su' l' moment ! 
Charles Colmance
CI.
Un amateur de chansonnettes
Invit' deux personn's fort honnêtes
A v'nir manger la soupe et l' bœuf
Pour leur chanter que'qu' chos' de neuf.
Cell's-ci s' pressent, l' dîner s'termine,
Et mon gars leur lâch' not' tartine
D'puis l' prologu' jusqu'au dénouement :
Ça d'vait les gêner su' l'  moment ! 
Eugène Berthier

## Source
- Cent et une petites misères, Œuvre sociale, rédigée par les meilleurs chansonniers de l'époque, Sous la Direction de MM. Charles Gille, Adolphe Letac et Eugène Berthier, Fondateurs, Paris, Letac, 21 rue du Faubourg-Saint-Denis, Ancien local de la Lice Chansonnière, 1846[source insuffisante].